# Barraqueiro Oeste
A Barraqueiro Oeste é uma empresa privada de transporte público coletivo de passageiros portuguesa, que serve a Região Oeste, do qual é a principal operadora dos concelhos do Cadaval, da Lourinhã e de Torres Vedras, além de também fazer serviços para os concelhos vizinhos, como Alenquer, Lisboa, Loures, Mafra e Sobral de Monte Agraço.
Com cerca de 100 viaturas e 140 trabalhadores, opera cerca de 50 carreiras de serviço público de transporte rodoviário de passageiros, percorre cerca de 5 milhões de kms e transporte cerca de 3 milhões de passageiros por ano.

## História
Inicialmente, o território onde atualmente opera a Barraqueiro Oeste era operado pela João Henriques dos Santos, sendo sucedida pela Empresa Capristanos, da qual viria a ser nacionalizada para a Rodoviária Nacional. Após a privatização da mesma, a Rodoviária da Estremadura assumiu a operação das zonas que atualmente pertencem à Barraqueiro Transportes (Barraqueiro Oeste, Boa Viagem, Mafrense e Ribatejana).
A actual designação da zona operacional, recorda directamente o ínicio da Empresa Barraqueiro, com as suas concessões do Turcifal, Livramento, São Pedro da Cadeira, Malveira entre outras.
A Barraqueiro Oeste oferece ainda um serviço de alugueres de veículos com condutor destinado a passeios de grupos, excursões, visitas de estudo, etc.

## Tarifário
| Comunidade Intermunicipal do Oeste                                                                              | Comunidade Intermunicipal do Oeste |
| --- | ---------------------------------- |
| Passe Linha "Concelho"                                                                                          | 30€                                |
| Passe Linha "Concelho" 4-18/Sub23 (A)                                                                           | 12€                                |
| Passe Linha "Concelho" 4-18/Sub23 (B/S+)                                                                        | 22,50€                             |
| Passe Linha CIMO                                                                                                | 40€                                |
| Passe Linha CIMO 4-18/Sub23 (A)                                                                                 | 16€                                |
| Passe Linha CIMO 4-18/Sub23 (B/S+)                                                                              | 30€                                |
| Inter-Regional da Comunidade Intermunicipal do Oeste                                                            |                                    |
| Os utilizadores estudantes com menos de 23 anos possuem desconto de 60% ou 25% dependendo do escalão            |                                    |
| Passe Linha (Concelhos de Alenquer, Arruda dos Vinhos, Sobral de Monte Agraço, Torres Vedras e a AML)           | 28,25€ a 70€                       |
| Passe Linha (Concelhos Cadaval, Lourinhã e a AML)                                                               | 28,25€ a 80€                       |
| Passe Combinado Lx/BT (Concelhos de Alenquer, Arruda dos Vinhos, Sobral de Monte Agraço, Torres Vedras e a AML) | 40€ a 70€                          |
| Passe Combinado Lx/BT (Concelhos Cadaval, Lourinhã e a AML)                                                     | 40€ a 80€                          |

### TUT (Transportes Urbanos de Torres Vedras)
| Bilhete           | €      |
| ----------------- | ------ |
| Simples           | 1,15€  |
| Dia               | 2,55€  |
| Passe             | €      |
| TUT               | 25,30€ |
| 4-18/Sub23 (A)    | 10,10€ |
| 4-18/Sub23 (B/S+) | 18,95€ |

## Linhas
As carreiras da Barraqueiro Oeste distingiem-se em dois tipos — um vocacionado para o serviço das áreas rurais, com paragens mais interdistantes e cadências de passagem mais esparsas, outro adaptado ao serviço urbano em vilas e cidades, com cadências elevadas e paragens concentradas.

### Interregionais e regionais
- 204 Ericeira ⇆ Torres Vedras[5]
- 221 Mafra ⇆ Torres Vedras[6]
- 240 Assenta ⇆ Torres Vedras[7]
- 241 Freiria (Esc. Básica) ⇆ Cambelas[8]
- 242 Freiria (Esc. Básica) ⇆ Gentias[9]
- 243 Freiria (Esc. Básica) ⇆ Coutada[10]
- 244 Freiria (Esc. Básica) ⇆ Sendieira[11]
- 700 Torres Vedras ⇆ Lisboa (via A8 Catefica)[12]
- 701 Torres Vedras ⇆ Lisboa (via A8 Venda do Pinheiro) (parc. dupl. 2806)[13]
- 702 Torres Vedras ⇆ Lisboa (via Loures) (parc. dupl. 2752)[14]
- 703 Torres Vedras ⇆ Póvoa de Penafirme (via Ponte Rol)[15]
- 704 Torres Vedras ⇆ Santa Cruz (via Palhagueiras e A-Dos-Cunhados)[16]
- 705 Torres Vedras ⇆ Lourinhã (via Ribamar)[17]
- 706 Torres Vedras ⇆ Lourinhã (via Toledo)[18]
- 708 Torres Vedras ⇆ Rocha Forte (via Adão Lobo)[19]
- 709 Torres Vedras ⇆ Cadaval (via Pero Moniz)[20]
- 710 Torres Vedras ⇆ Cadaval (via Tojeira)[21]
- 711 Torres Vedras ⇆ Maxial[22]
- 712 Torres Vedras ⇆ Vila Verde dos Francos[23]
- 713 Torres Vedras ⇆ Freiria (via Turcifal)[24]
- 714 Torres Vedras ⇆ Freiria (via Montegrão)[25]
- 715 Torres Vedras ⇆ Freiria (via Figueiras)[26]
- 716 Torres Vedras ⇆ Sendieira[27]
- 717 Torres Vedras ⇆ São Pedro da Cadeira[28]
- 718 Torres Vedras ⇆ Portela do Bispo (via Casal Barbas)[29]
- 719 Torres Vedras ⇆ Arneiros[30]
- 720 Torres Vedras ⇆ Venda do Pinheiro (via Runa)[31]
- 722 Torres Vedras ⇆ Enxara do Bispo[32]
- 723 Lourinhã ↺ (via Atalaia)[33]
- 724 Carrasqueira ⇆ Lourinhã (Escola Secundária) (via Campelos)[34]
- 728 Merceana ⇆ Torres Vedras (via Serra de São Julião e Zibreira)[35]
- 731 Torres Vedras ⇆ Ramalhal (via Monte Redondo)[36]
- 732 Casais Larana ⇆ Torres Vedras (via Campelos)[37]
- 733 Torres Vedras ⇆ Freiria (via Bordinheira)[38]
- 734 Torres Vedras ⇆ Asseiceira (via Livramento)[39]
- 735 Torres Vedras ⇆ Lourinhã (via Ribamar e Atalaia)[40]
- 746 Cadaval (Esc. Básica) ⇆ Rechaldeira[41]
- 747 Casal Cabreiro ⇆ Cadaval (Esc. Básica) (via Vale Francas)[42]
- 760 Azueira ⇆ Freiria (Esc. Básica)[43]
- 763 Casal Moinho Frade ⇆ Freiria (Esc. Básica)[44]
- 765 Casais Larana ⇆ Maxial (Esc. Básica)[45]
- 766 Maxial (Esc. Básica) ⇆ Sevilheira[46]
- 767 Ameal ⇆ Maxial (Esc. Básica)[47]
- 768 Matas ⇆ EB 2/3 Ribamar[48]
- 769 Atalaia ⇆ EB 1 Ribamar[49]
- 770 EB Padre Vitor Melícias ⇆ Gibraltar[50]
- 795 Praia Azul ⇆ Vimeiro[51]

### Urbanas (TUT - Transportes Urbanos de Torres Vedras)
- 794 - Linha Branca[52]
- 796 - Linha Verde[53]
- 797 - Linha Vermelha[54]
- 798 - Linha Amarela[55]
- 799 - Linha Azul[56]

### Extintas
- 707 Torres Vedras ⇆ Lourinhã (via Toledo e Lourim)
- 719 Torres Vedras ⇆ Arneiros
- 721 Torres Vedras ⇆ Ervideira (via Tourinha) (equiv. 2122 e 2913)
- 727 Livramento ⇆ Sendieira
- 729 Torres Vedras ⇆ Paúl (via Matos Velhos)
- 730 Torres Vedras ⇆ Santa Cruz (via Palhagueiras)
- 750 Encarnação ⇆ Externato de Penafirme
- 751 Ameal ⇆ Externato de Penafirme
- 752 Externato de Penafirme ↺ (via Valongo)
- 753 Lourinhã ⇆ Externato de Penafirme
- 754 Externato de Penafirme ↺ (via Casalinhos da Alfaiata)
- 761 Caneira Nova ⇆ Freiria (Esc. Básica)
- 762 Figueiras ⇆ Freiria (Esc. Básica)
- 764 Fernandinho ⇆ Freiria (Esc. Básica)
- 771 Escola da Boavista ⇆ Ponte do Rol de Baixo